# أرت غرين (رسام)
أرت غرين (بالإنجليزية: Art Green)‏ هو رسام أمريكي، ولد في 1941 في شيكاغو في الولايات المتحدة.